# Атрофический гастрит
Атрофи́ческий гастри́т (лат. gastritis atrophica) — хронический гастрит с истончением слизистой оболочки, уменьшением количества желез и секреторной недостаточностью желудка.
Клетки эпителия сохранившихся желез желудка подвергаются дисрегенераторным изменениям: снижается количество главных и париетальных клеток, происходит мукоидизация главных клеток, появляются клетки-гибриды, сочетающие признаки разных клеток. В 50 % случаев атрофический гастрит сочетается с элементами структурной перестройки слизистой оболочки (кишечная метаплазия, пилорическая метаплазия фундальных желез, ворсинчатая метаплазия, панкреатическая метаплазия, дисплазия или неоплазия эпителия).